# Pantepec (Chiapas)
Pour les articles homonymes, voir Pantepec.
Pantepec est une municipalité du Chiapas, au Mexique. Elle couvre une superficie de 47,2 km2 et compte 12 136 habitants en 2015.